# Stenostephanus laxus
Stenostephanus laxus är en akantusväxtart som först beskrevs av Wassh., och fick sitt nu gällande namn av D.C. Wasshausen. Stenostephanus laxus ingår i släktet Stenostephanus och familjen akantusväxter. Inga underarter finns listade i Catalogue of Life.